# Maik Nawrocki
Maik Nawrocki (* 7. Februar 2001 in Bremen) ist ein deutsch-polnischer Fußballspieler. Er spielte in seiner Kindheit bei Werder Bremen, steht aktuell bei Celtic Glasgow unter Vertrag und ist seit Juli 2025 an Hannover 96 ausgeliehen. Des Weiteren ist er polnischer Juniorennationalspieler.

## Karriere

### Verein
Der gebürtige Bremer Maik Nawrocki trat im Jahr 2006 im Alter von fünf Jahren der Jugend von Werder Bremen bei und durchlief seitdem sämtliche Jugendmannschaften der Grün-Weißen. Während der Saison 2019/20, seinem letzten Jugendjahr, erhielt er einen Profivertrag, stieg allerdings zur Saison 2020/21 in die in der viertklassigen Regionalliga Nord spielende zweite Mannschaft auf. Für diese debütierte Nawrocki bereits in der vorangegangenen Saison, als er am 31. Juli 2019 beim 1:0-Sieg beim Heider SV eingesetzt wurde. In der Hinrunde der Saison 2020/21 war er als Innenverteidiger erste Wahl, allerdings musste die Saison aufgrund der COVID-19-Pandemie vorzeitig abgebrochen werden, so dass er bis zum Jahreswechsel ohne Einsatz blieb. Im Februar 2021 wurde er bis zum 30. Juni 2021 an den polnischen Erstligisten Warta Posen verliehen, wo er allerdings zu lediglich drei Einsätzen kam.
Zur Saison 2021/22 wurde Nawrocki von Werder Bremen erneut nach Polen verliehen, dieses Mal an Legia Warschau; die Warschauer besaßen eine Kaufoption. Beim polnischen Hauptstadtverein kam er regelmäßig zum Einsatz und spielte mit Legia Warschau in der UEFA Europa League. Zur Saison 2022/23 zog der Verein die Kaufoption und Nawrocki unterschrieb einen neuen Vertrag bis zum 30. Juni 2025. Mit Legia gewann er 2023 den polnischen Pokal im Finale gegen Raków Częstochowa.
Im Juli 2023 wechselte Nawrocki für eine Ablösesumme nach Schottland zu Celtic Glasgow.
Ab der Saison 2025/26 wechselte er zunächst für ein Jahr auf Leihbasis zu Hannover 96. Im Anschluss besitzt Hannover 96 eine Kaufoption.

### Nationalmannschaft
Seit der U15 kam Maik Nawrocki für nahezu jede polnische Juniorennationalmannschaft zum Einsatz und mit der U20-Nationalmannschaft nahm er 2019 an der U20-Weltmeisterschaft im eigenen Land teil. Bei diesem Turnier absolvierte er allerdings kein Spiel. Zurzeit gehört Nawrocki dem Kader der U21-Auswahl an.

## Erfolge
mit Celtic Glasgow:
- Schottischer Meister: 2024, 2025
- Schottischer Pokalsieger: 2024